# Marek Přibil
Marek Přibil (* 12. září 1976 Trutnov) je český spisovatel a novinář.

## Život
Po studiích na Univerzitě Karlově v Praze psal 8 let o vnitropolitickém dění v deníku Právo, odkud zamířil na tři roky do časopisu Týden. Poté pracoval jako redaktor a komentátor deníku Mladá fronta Dnes. Jeho články zapříčinily odchod ministra školství Marcela Chládka (ČSSD).
V roce 2004 debutoval románem Pavouk, který byl pozitivně přijat kritiky a zdramatizován pro rozhlas. Nakladatelství Lidové noviny v roce 2016 vydalo román Svátosti sadistického Boha, který ocenil dramatik a spisovatel Milan Uhde. Literární kritik František Cinger o tomto díle uvedl, že Přibil vytvořil výpověď, která svým vyzněním přesahuje náš svět. Kritik Michal Kašpárek ale naopak napsal, že se jedná o čtení pro masochisty, které obsahuje královskou porci otřepaných frází. Literární kritička a spisovatelka Alžběta Bublanová v recenzi uvedla, že román nutí k zamyšlení nad tím, v jakém světě vlastně žijeme. Přestože jde o kvalitní literaturu, podle Bublanové příliš odkazů a odboček může současného čtenáře zvyklého na vypravěčské tempo poněkud jiného ražení odradit. Zároveň filmový režisér Milan Cieslar oznámil záměr román zfilmovat.
Dne 3. května 2017 byl Přibil z deníku Mladá fronta Dnes propuštěn poté, co byla na internetu zveřejněna nahrávka, kde s majitelem deníku Andrejem Babišem probírá témata chystaných kritických článků o jeho politických protivnících.
Redakce Mladé fronty Dnes se 4. května 2017 ve společném prohlášení podepsaném 155 členy redakce od Přibilova jednání distancovala a označila ho za „neprofesionální a nemorální“.
Přibil na FB prohlásil, že nikdy nikoho nenahrával.
Dne 8. května se pak na veřejnosti díky skupině Julius Šuman objevila druhá nahrávka s Přibilem dokumentující jeho další schůzku s Andrejem Babišem, na níž podnikateli předkládá policejní spisy s materiálem proti Babišovým politickým rivalům. To však Přibil popřel s odůvodněním, že šlo o zmanipulované a sestříhané audiomontáže.
V červnu 2019 vydalo nakladatelství Větrné mlýny Přibilův třetí román Bod Evropa. V jedné z hlavních rolí románu vystupuje synchronicita, tedy princip akauzálních událostí, které jsou opakem kauzality, čili principu příčiny a důsledku.
Dne 15. září 2021 vydalo nakladatelství Grada autorův čtvrtý, doposud nejrozsáhlejší román s názvem Rehabilitace Adama & Evy. Kromě velkého fiktivního příběhu Adama a Evy reflektuje i politickou aféru Šuman, ve které autor figuroval. Příběh je podle nakladatelství plný temných okolností, podlostí, pochybností a frustrace a je skládán jako hlavolam protkaný existencionálním přesahem, kierkegaardovskými myšlenkovými orgiemi či komediálními allenovskými piruetkami. A stejně tak jde i o popis doby, kdy se lámou dějiny, kdy se společnost rozdělila pod náporem ideologické sofistiky, a taktéž vizi o kolizi křesťanství s islámem a prvky z žánru science fiction.

## Dílo
- Pavouk, nakladatelství Torst, 2004
- Svátosti sadistického Boha, Lidové noviny, 2016[23]
- Bod Evropa, Větrné mlýny, 2019[2][24]
- Rehabilitace Adama & Evy, 2021, nakladatelství Grada (Cosmopolis)